# Пійлівська сільська рада
| Пійлівська сільська рада — орган місцевого самоврядування у Калуському районі Івано-Франківської області з адміністративним центром у с. Пійло. Водоймища на території, підпорядкованій даній раді: річки Лімниця, Чечва, Млинівка. Сільській раді підпорядковані населені пункти: - с. Пійло - с. Довге-Калуське |

## Склад ради
Рада складається з 25 депутатів та голови.

### Керівний склад ради
| ПІБ                       | Основні відомості                                                                     | Дата обрання | Дата звільнення |
| ------------------------- | ------------------------------------------------------------------------------------- | ------------ | --------------- |
| Савчук Михайло Андрійович | Сільський голова, 1951 року народження, освіта, безпартійний                          | 26.03.2006   | 01.02.2008      |
| Семанів Микола Михайлович | Сільський голова, 1954 року народження, освіта, член Народного Руху України           | 01.06.2008   | 31.10.2010      |
| Семанів Микола Михайлович | Сільський голова, 1951 року народження, освіта, член політичної партії «Наша Україна» | 31.10.2010   |                 |

Примітка: таблиця складена за даними джерела